# Joël Laplacette

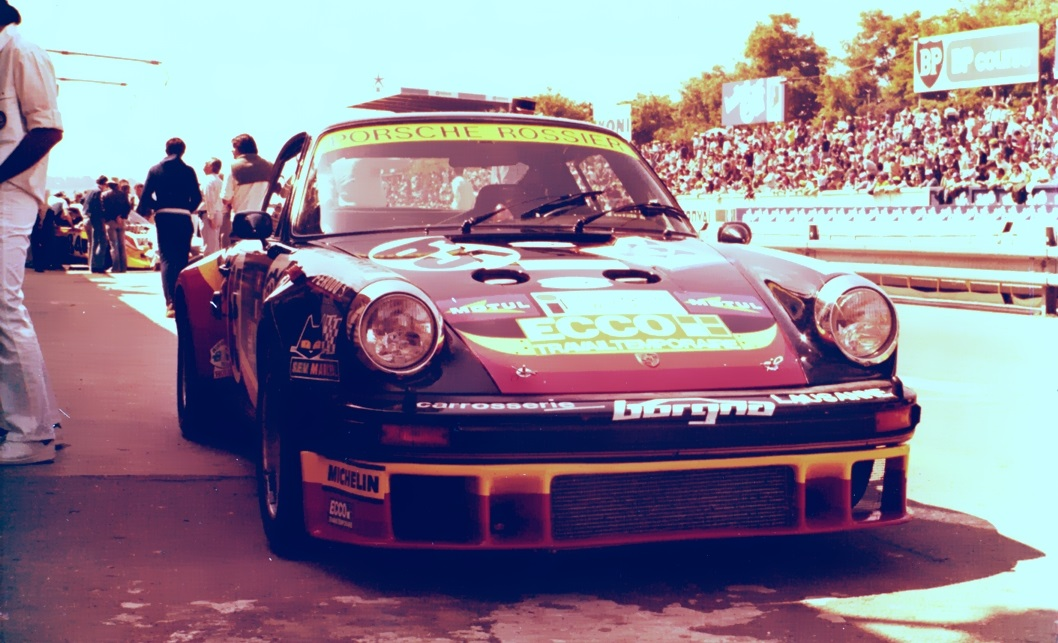
Der Porsche 930 von Joël Laplacette, Antoine Salamin, Yves Courage und Gérard Vial beim 24-Stunden-Rennen von Le Mans 1978

Joël Laplacette (* 8. Februar 1947 in Avessac) ist ein ehemaliger französischer Autorennfahrer und Motorsportfunktionär.

## Karriere als Rennfahrer
Joël Laplacette unterhielt in den 1970er-Jahren ein kleines Rennteam und ging mit Rennwagen von Porsche beim 24-Stunden-Rennen von Le Mans an den Start. Sein Debüt gab er 1975, als er mit Claude Pigeon und Alain Leroux als Partner auf einem Porsche 911 Carrera RS Platz 25 in der Gesamtwertung erreichte. Die beste Platzierung seiner vier Renneinsätze in Le Mans erzielte er im Folgejahr mit dem 17. Endrang.
Im selben Jahr wurde beim zur Sportwagen-Weltmeisterschaft zählenden 6-Stunden-Rennen von Dijon Gesamtfünfzehnter.

## Motorsportfunktionär und Veranstalter
Nach dem Ende seiner Karriere arbeitete Laplacette in unterschiedlichen Motorsportfunktionen. Er war viele Jahre Pressesprecher des Automobile Club de l’Ouest für das 24-Stunden-Rennen von Le Mans und bei anderen Sportwagen-Veranstaltungen sowie Funktionär des französischen Motorsportverbandes. Außerdem war er langjähriger Präsident des Concours d’Élégance de La Baule, eines Wettbewerbs für historische Fahrzeuge mit außergewöhnlicher Entwicklungsgeschichte.

## Statistik

### Le-Mans-Ergebnisse
| Jahr | Team            | Fahrzeug                | Teamkollege        | Teamkollege     | Teamkollege | Platzierung | Ausfallgrund     |
| ---- | --------------- | ----------------------- | ------------------ | --------------- | ----------- | ----------- | ---------------- |
| 1975 | Joël Laplacette | Porsche 911 Carrera RS  | Claude Pigeon      | Alain Leroux    |             | Rang 25     |                  |
| 1976 | Joël Laplacette | Porsche 911 Carrera RSR | Georges Bourdillat | Alain Leroux    |             | Rang 17     |                  |
| 1977 | Joël Laplacette | Porsche 911 Carrera RSR | Yves Courage       | André Gahinet   |             | Ausfall     | Gleichlaufgelenk |
| 1978 | Joël Laplacette | Porsche 930             | Yves Courage       | Antoine Salamin | Gérard Vial | Ausfall     | Unfall           |